# Fritz Stöckli
Fritz Karl Stöckli (ur. 15 maja 1916, zm. w grudniu 1968 w Zurychu) – szwajcarski zapaśnik walczący w stylu wolnym i bobsleista.
Srebrny medalista z igrzysk w Londynie 1948 w zapasach w kategorii 87 kg. Srebrny medalista mistrzostw Europy w 1946 roku.
- Turniej w zapasach w Londynie 1948.

Wygrał z Robertem Landesmannem z Francji, Belgiem Karelem Istazem, Muharremem Candaşem z Turcji, Kanadyjczykiem Fernandem Payette i Szwedem Bengtem Fahlkvistem a w finale przegrał z Amerykaninem Henrym Wittenbergiem.
Na igrzyskach w Oslo 1952 zajął czwarte miejsce w bobslejach-czwórkach. Razem z Felixem Endrichem zdobył tytuł mistrza świata w dwójkach w 1953 roku.